# Maria Walliserová
Maria Walliserová (* 27. května 1963 Mosnang) je bývalá švýcarská reprezentantka v alpském lyžování.
Na olympijských hrách získala v roce 1984 stříbrnou medaili ve sjezdu a bronzové medaile v roce 1988 v obřím slalomu a kombinaci. Na mistrovství světa v alpském lyžování vyhrála v roce 1987 sjezd a superobří slalom a byla třetí v obřím slalomu, v roce 1989 vyhrála obří slalom. Ve své kariéře vyhrála 25 závodů Světového poháru, v sezónách 1985/86 a 1986/87 získala velký Křišťálový glóbus za celkové vítězství, má také pět malých Křišťálových glóbů: za sjezd z ročníků 1983/84 a 1985/86, za kombinaci z ročníku 1985/1986 a v sezóně 1986/87 vyhrála obří slalom a superobří slalom. Šestkrát se stala mistryní Švýcarska v alpském lyžování. V roce 1986 získala cenu Skieur d’Or, v letech 1986 a 1987 byla zvolena švýcarskou sportovkyní roku.
Má dvě dcery, starší Siri se narodila s rozštěpem páteře a je upoutána na invalidní vozík. Walliserová je proto předsedkyní správní rady organizace Stiftung Folsäure Offensive Schweiz, podporující prevenci vrozených vad způsobených nedostatkem kyseliny listové.